# Kenza Ait Si Abbou

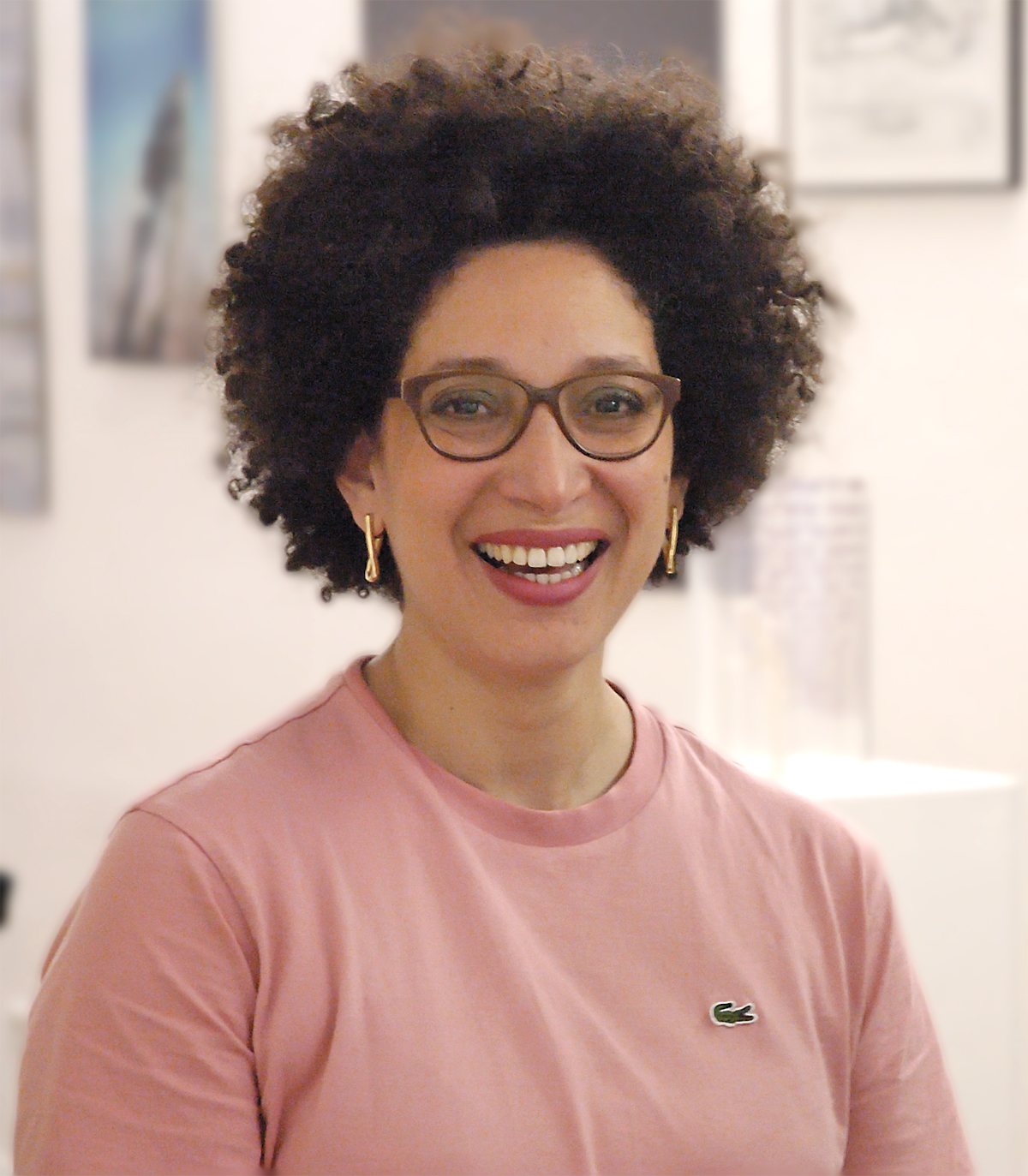
Kenza Ait Si Abbou (2025)

Kenza Ait Si Abbou (geboren 1981 in Marokko) ist eine deutsche Ingenieurin, Elektrotechnikerin und leitende Managerin und Expertin für Künstliche Intelligenz und Robotik.

## Berufsweg
Abbou wuchs in Marokko mit zwei älteren Brüdern auf. Schon von klein auf hatte sie ein Faible für Mathematik. Das Abitur im Spezialzweig Wissenschaft schloss sie 1999 in Fès (Marokko) ab.
2000 bis 2004 absolvierte sie an der Universität Valencia ein Ingenieurstudium in Elektrotechnik und Telekommunikation. In ihrer Abschlussarbeit beschäftigte sie sich mit Algorithmen.
2007 bis 2009 schloss sie ein Masterstudium an der Beuth Hochschule für Technik Berlin (jetzt: Berliner Hochschule für Technik) an. Nach einem Sprachaufenthalt in Peking von 2008 bis 2009 begann Abbou 2011 bei der Deutschen Telekom im Bereich T-Systems als Projektmanagerin zu arbeiten, wechselte danach in den Vertrieb und war von 2018 bis 2021 Senior Managerin für Robotik und Künstliche Intelligenz.
Von November 2021 bis August 2023 war Abbou für IBM tätig, danach bis Mai 2025 Chief Technology Officer (CTO) und Board Member beim Logistikdienstleister Fiege.
Sie ist Mitglied des Advisory Boards von KIDD („KI im Dienste der Diversität“).
Sie lebt in Berlin und ist Mutter von zwei Kindern.

## Auszeichnungen
- 2018 wurde Kenza Ait Si Abbou der von Global Digital Women initiierte Digital Female Leader Award in der Kategorie IT-Tech verliehen.[6]
- 2020 wurde ihr der FemTec-Award in der Kategorie Innovation verliehen.[7]
- Von der Wirtschaftszeitschrift Capital wurde Abbou 2020 unter die TOP 40 unter 40 in der Kategorie Manager gewählt.[8]
- Für die „Vordenker-Community“ (Handelsblatt & BCG) gehörte sie zu den 34 Vordenkern im Jahr 2021.[9]
- 2022 war sie eine von fünf „LinkedIn Top Voices Technologie und Innovation“.[10]

## Werke
- Keine Panik, ist nur Technik. Gräfe und Unzer, München 2020, ISBN 978-3-8338-7546-5.
- Meine Freundin Roxy. Tulipan, Berlin 2022, ISBN 978-3-86429-540-9.
- Unlearn Technologie. In: Unlearn Patriarchy. Ullstein Verlag, München 2022, ISBN 978-3-550-20219-3.
- mit Meike Töpperwien: Meine Freundin Roxy. Roboterzähmen leicht gemacht. Kinderbuch. Tulipan, München 2022, ISBN 978-3-86429-540-9.
- Menschenversteher. Wie Emotionale Künstliche Intelligenz unseren Alltag erobert. Droemer Knaur, München 2023, ISBN 978-3-426-27889-5.